# Abwehrgruppe-105
Abwehrgruppe-105 – oddział rozpoznawczo-wywiadowczy Abwehry podczas II wojny światowej
Grupa została utworzona późnym latem 1941 r. w Mohylewie. Była podporządkowana Abwehrkommando-1B. Działała na okupowanej południowej Białorusi w pasie działań niemieckiej 2 Armii feldmarszałka Maximiliana von Weichsa. Kadra niemiecka składała się m.in. z mjr. Korzaka, kpt. Wiktora Kuszela, por. Neuchausena. Agentura była werbowana spośród mieszkańców Białorusi i jeńców wojennych z Armii Czerwonej. Agenci byli wykorzystywani na okupowanych terenach ZSRR, a także byli przerzucani na tyły Armii Czerwonej. Do czerwca 1942 r. otrzymywali oni jedynie podstawowe informacje wywiadowcze. Dopiero potem przy Abwehrgruppe rozpoczęły działalność specjalistyczne kursy szkoleniowe, na czele których stanął b. kapitan Armii Czerwonej Własow. W Briańsku do lata 1942 r. istniał placówka wywiadowcza (krypt. „Leopard”) pod komendą por. Lekkera, która szkoliła agentów spośród kobiet. Rozformowana Abwehrgruppe wznowiła swoją działalność w lutym 1944 r. ponownie na okupowanej Białorusi.